# Johann II. (Brienne)
Johann von Luxemburg (französisch Jean de Luxembourg; † 1397) war ein Herr von Beauvoir und Richebourg, sowie durch Ehe (als Johann II.) Graf von Brienne und Conversano. Er war ein Sohn des Grafen Guido von Ligny und der Mathilde de Châtillon.
Johann heiratete um das Jahr 1387 Marguerite d’Enghien († 1393), Erbtochter von Louis I. d’Enghien, die ihm die Grafschaften Brienne und Conversano sowie mehrere Herrschaften wie Enghien und Piney in die Ehe brachte. Ihre Kinder waren:
- Peter I. († 31. August 1433), Graf von Saint-Pol und Brienne
- Ludwig († 18. September 1443), Bischof von Thérouanne, Erzbischof von Rouen, Kanzler von Frankreich
- Johann II. († 5. Januar 1441), Herr von Beauvoir, Graf von Guise und Ligny
- Johanna († 1420), ⚭ (1) Louis de Ghistelles († gefallen 1415 bei Azincourt), ⚭ (2) Jean IV. de Melun († 1484)